# Blepephaeus agenor
Blepephaeus agenor är en skalbaggsart som först beskrevs av Newman 1842.  Blepephaeus agenor ingår i släktet Blepephaeus och familjen långhorningar.
Artens utbredningsområde är Filippinerna. Inga underarter finns listade.